# Witte van Haemstede
Witte van Haemstede (en français : Witte de Haemstede), né aux alentours de 1280/1282 et mort entre le 16 janvier et le 26 décembre 1321, était un fils bâtard du comte Florent V de Hollande.
Il est resté célèbre comme étant le sauveur du comté de Hollande après avoir vaincu une armée flamande en 1304 près de Haarlem. 
Cependant, certains historiens remettent en doute depuis ces dernières années la véracité de cette bataille de Manpad.
Certaines sources incorrectes l'appellent également Witte van Holland.

## Biographie
Witte van Haemstede naît vers 1281 de Florent V comte de Hollande (qui ne le reconnaît pas car il lui est illégitime) et d'Aleid van Heusden.
Le droit canon de l'époque stipulant que les enfants illégitimes ne pouvant pas être reconnus, Witte grandi donc en tant que Witte van Heusden (du nom de sa mère). Mais lorsque son père meurt assassiné en 1296, son demi-frère Jan Ier, qui avait succédé à Florent V comme comte de Hollande, lui a fait prêté serment pour la seigneurie de Haamstede. À partir de ce moment, il se fait appeler sous le nom de Witte van Haemstede.
En 1299, il participe au siège de Dordrecht, occupant le château de Putten.
Il épouse Agnes van der Sluys aux alentours de 1307.
Il meurt en 1321.

### Bataille de Haarlem
En 1304, Gui de Namur, comte de Flandre, se rend en Zélande avec une armée flamande. Witte est alors à Zierikzee et parvient à s'enfuir par la mer à Zandvoort.
Tandis que les Flamands avancent et menacent Delft, il réussit à mobiliser une armée de bourgeois et de fermiers. Selon la légende, il aurait planté son étendard au sommet de De Blinkert près de Haarlem. Une fois les Flamands débarqués, Witte et son armée parviennent à les mettre en fuite. Mais il reste à prouver si cette bataille a réellement eu lieu (cette histoire a probablement aidé au XVe siècle à unir Hollandais et Zélandais dans la lutte contre les Flamands - voir lien externe).
En juillet 1304, il participe au siège de Schoonhoven, aux côtés du comte Guillaume III de Hollande dans sa lutte pour l'obtention du titre de comte de Zélande face au comte de Flandre, Guy de Dampierre.

## Famille

### Mariage et enfants
Witte a épousé sa cousine au second degré (ils étaient apparentés au sixième degré) Agnes van der Sluis, fille d' Arnold van der Sluijs et sa seconde épouse Agnes van der Lecke (fille d' Hendrik II van der Lecke, conseiller de Hollande). Trois fils sont mentionnés dans les ouvrages de référence :
- Florent Ier ou Frédéric van Haemstede (vers 1301 - Staveren, 27 septembre 1345): il fut seigneur de Haemstede après son père et un important courtisan de Guillaume de Hollande. Il a obtenu des fonctions et de grandes possessions en Zélande, et, par le biais de sa femme, Goede van Bergen (parfois aussi appelée Gudule), il a obtenu des possessions de la maison Persijn dans le Kennemerland et le Waterland. Il a aussi participé à plusieurs guerres de Guillaume et est mort avec lui à Staveren.
- Arnaud van Haemstede, nommé seigneur du Moermont, a probablement été assassiné en 1348 par Wolfert III van Borselen.
- Jean van Haemstede, est mentionné en 1348.
- Gui (ou Guy) van Haemstede, qui serait tué lors de la bataille de Warns (dite aussi de Stavoren) en 1345.

Quelques autres descendants de Witte sont:
- Jean II van Haemstede (vers 1340 - avant le 24 mai 1386): a combattu une querelle avec Wolfert III van Borselen à la suite du meurtre d'Arnaud van Haemstede. Wolfert a finalement compensé financièrement sa dette envers la famille van Haemstede. Jean a ensuite choisi le parti des Hameçons et a été banni. Mais quatre ans plus tard, il a retrouvé ses fonctions et ses biens contre rémunération.
- Arend II van Haemstede (1372 - 12 avril 1433): chevalier en 1387, seigneur de Moermont[4], dijkgraaf (garde-digue) de Zuid-Beveland à l'est de Yerseke (en 1393[4]), rentmeester (intendant) de Zélande à l'est de l'Escaut, bailli de Middelbourg (en 1409[4]), bailli de Brouwershaven (en 1411[4]).

## Hommages et postérité
- Witte van Haemstede joue un rôle moins attrayant dans le Gijsbrecht van Aemstel de Vondel. Dans le cinquième et dernier acte, il viole Klaeris van Velzen, mère supérieure du monastère de Klaerissen, et assassine l'évêque Gozewijn.

- En 1817, Jacob van Lennep fit ériger un mémorial à côté du manoir de Manpad, De Naald, sur lequel Witte van Haemstede est mentionné comme le vainqueur de la Bataille de Manpad.

- Le village de Haamstede est situé sur l'île de Schouwen-Duiveland dans l'ancien comté de Zélande. Dans le village est situé le château du même nom où résidait Witte van Haemstede.

- Plusieurs Rue Witte van Haemstede (en néerlandais : Witte van Haemstedestraat) existent aux Pays-Bas, comme à Rotterdam ou encore à Flardingue.